# Saison 4 de Bonne chance Charlie
Chronologie
Saison 3
Cet article recense les épisodes de la quatrième et dernière saison de la série télévisée américaine Bonne chance Charlie (Good Luck Charlie!).
Le 12 juillet 2012, la série a été renouvelée pour une quatrième saison, dont la diffusion a débuté le 28 avril 2013 aux États-Unis et qui sera la dernière.

## Épisodes

### Épisode 1:Quand les muppets s'en mêlent
- États-Unis : 28 avril 2013
- France : 3 septembre 2013 sur Disney Channel France
- Québec :

- États-Unis : 3,896 millions de téléspectateurs[3]

### Épisode 2:Nouveau Départ
- États-Unis : 5 mai 2013
- France : 10 septembre 2013 sur Disney Channel France

- États-Unis : 3,7 millions de téléspectateurs[4]

### Épisode 3:Rencontre en famille
- États-Unis : 12 mai 2013
- France : 24 septembre 2013 sur Disney Channel France

- États-Unis : 2,78 millions de téléspectateurs[5]

### Épisode 4:Un pari peut en cacher un autre
- États-Unis : 19 mai 2013
- France : 8 octobre 2013

- États-Unis : 2,678 millions de téléspectateurs[6]

### Épisode 5:Quelle famille!
- États-Unis : 2 juin 2013
- France : 15 octobre 2013

- États-Unis : 3,24 millions de téléspectateurs[7]

### Épisode 6:La Guerre des mères
- États-Unis : 8 juin 2013
- France : 22 octobre 2013

- États-Unis : 1,911 million de téléspectateurs[8]

### Épisode 7:Un rat dans la maison
- États-Unis : 23 juin 2013
- France : 29 octobre 2013

- États-Unis : 3,378 millions de téléspectateurs[9]

### Épisode 8:Charlie 4, Toby 1
- États-Unis : 14 juillet 2013
- France : 5 novembre 2013

- États-Unis : 2,857 millions de téléspectateurs[10]

### Épisode 9:Aventure temporelle
- États-Unis : 28 juillet 2013
- France : 1er octobre 2013

- États-Unis : 3,357 millions de téléspectateurs[11]

- Ava Sambora (Charlie, 14 ans)

### Épisode 10:Teddy et son Beau
- États-Unis : 4 août 2013
- France : 12 novembre 2013

- États-Unis : 2,707 millions de téléspectateurs[12]

### Épisode 11:Le Choix de Teddy
- États-Unis : 11 août 2013
- France : 19 novembre 2013

- États-Unis : 3,168 millions de téléspectateurs[13]

### Épisode 12:Le Bal des exterminateurs
- États-Unis : 15 septembre 2013
- France : 26 novembre 2013

- États-Unis : 3,322 millions de téléspectateurs[14]

### Épisode 13:Mariage chez les Duncan
- États-Unis : 22 septembre 2013
- France : 3 décembre 2013

- États-Unis : 2,793 millions de téléspectateurs[15]

### Épisode 14:Nuit de terreur
- États-Unis : 6 octobre 2013
- France : 25 octobre 2014

- États-Unis : 3,272 millions de téléspectateurs[16]

### Épisode 15:Les Sœurs ennemies
- États-Unis : 13 octobre 2013
- France : 17 décembre 2013

- États-Unis : 3,07 millions de téléspectateurs[17]

### Épisode 16:Le Départ de Beau
- États-Unis : 10 novembre 2013
- France : 7 janvier 2014

- États-Unis : 3,205 millions de téléspectateurs[18]

### Épisode 17:Bonne chance Jessie: Un Noël à New York
- États-Unis : 29 novembre 2013
- France : 22 novembre 2014

- États-Unis : 5,788 millions de téléspectateurs[19]

### Épisode 18:Admise à Yale
- États-Unis : 19 janvier 2014
- France : 27 novembre 2014

- États-Unis : 2,9 millions de téléspectateurs[20] (première diffusion)

### Épisode 19:Le Grand Chamboulement
- États-Unis : 26 janvier 2014
- France : 28 novembre 2014

- États-Unis : 2,454 millions de téléspectateurs[21] (première diffusion)

### Épisode 20:Bonne chance, Teddy
- États-Unis : 16 février 2014
- France : 29 novembre 2014

- États-Unis : 4,582 millions de téléspectateurs[22] (première diffusion)